# Lacey Baldwin Smith
Lacey Baldwin Smith (Princeton (Nueva Jersey), 1922 – Greensboro, 8 de septiembre de 2013) fue un historiador estadounidense especializado en la Inglaterra del siglo XVI. Fue autor de obras como Henry VIII: The Mask of Royalty y Catherine Howard: A Tudor Tragedy, entre otros libros.
Smith estudió en la Universidad de Princeton, el Instituto de Tecnología de Massachusetts y la Universidad del Noroeste. Recibió dos Premios Fulbright, dos becas del Fondo Nacional para las Humanidades, la Beca Guggenheim, entre otros. También fue elegido miembro de la Royal Society of Literature en 1972. Vivió en Vermont durante su retiro hasta su muerte el 8 de septiembre de 2013.

## Obras
- Tudor Prelates and Politics, 1536–1558 (Princeton Studies in History. vol. 8.) (1953)
- Catherine Howard: A Tudor Tragedy
- The Elizabethan Epic (1966)
- The Horizon Book of the Elizabethan World (1966; reeditada como The Elizabethan World, 1973)
- Henry VIII: The Mask of Royalty (1973)
- Elizabeth Tudor: Portrait of a Queen (1976)
- Dimensions of the Holocaust - A series of lectures presented at Northwestern University and coordinated by the Department of History by Elie Wiesel and Lacey Baldwin Smith (1983)
- Treason in Tudor England: Politics & Paranoia (1986)
- Fools, Martyrs, Traitors: The Story of Martyrdom in the Western World (1997)
- English History Made Brief, Irreverent and Pleasurable (2007)
- This Realm of England 1399–1688
- Anne Boleyn: The Queen of Controversy (2013)